# Gastón Dossouhoui
Gastón Dossouhoui es un político y profesor beninés. Ministro de Agricultura, Ganadería y Pesca de Benín desde 2021.

## Trayectoria
Dpssouhoui fue designado para el cargo a principios de 2021 por el actual presidente de Benín, Patrice Talon. Su mandato comenzó el 25 de mayo de 2021. 